# SUNDAY DESIGNS
SUNDAY DESIGNS（サンデー・デザインズ）は、FM-FUJIで2015年4月5日から2016年3月27日まで毎週日曜日に放送していたワイド番組。エフエム富士東京支社STUDIO ViViDから生放送していた。愛称は、「サンデザ」。

## 概要
「日曜日のデザインニング」をコンセプトに、最新ニュースはもちろん、アーティストを迎えてのゲストコーナー、ハワイからの中継、都内の街角からの生中継なども交えながら、魅力的なコーナー満載で日曜の昼間を“デザイン”していく。
放送は2016年3月27日で終了し、翌週4月3日より新番組「SUNDAY PUNCH★」がスタートした。

## パーソナリティ
DJ
- アゼミタクロー
- 水間有紀[1]

レポーター
- 河村陽介[2]

## 主なコーナー
太字は担当者である。
- 14:00 100％ハワイ（Mihoko Taylor） - KZOOとの同時生放送（現地時間は土曜日19:00）である。
- 14:34 日曜日のLIFriends
- ART of ROCK（アゼミタクロー）
- タク散歩（アゼミタクロー）
- YUKIのKawaii♡Collection（水間）
- サンシャイン・レポート（河村）
- SOUND DESIGNS（ゲストコーナー）
- SPECIAL GUEST